# Fly Away (Lenny Kravitz)
Fly Away è un singolo del cantautore statunitense Lenny Kravitz, pubblicato il 29 dicembre 1998 come quarto estratto dal quinto album in studio 5.

## Video musicale
Il video musicale è stato diretto da Paul Hunter.

## Tracce
CD1
1. Fly Away – 3:41
2. Fly Away (Live Acoustic) – 4:03
3. Believe (Live Acoustic) – 5:14

CD2
1. Fly Away (Single Edit)
2. Fly Away (LP Version)
3. Call Out Hook

## Classifiche
| Classifiche 1998-99                   | posizione più alta |
| ------------------------------------- | ------------------ |
| Australia                             | 8                  |
| Austria                               | 11                 |
| Belgio (Fiandre)                      | 61                 |
| Brasile                               | 8                  |
| Francia                               | 56                 |
| Germania                              | 15                 |
| Islanda                               | 1                  |
| Nuova Zelanda                         | 8                  |
| Paesi Bassi                           | 49                 |
| Regno Unito                           | 1                  |
| Svezia                                | 22                 |
| Svizzera                              | 19                 |
| Stati Uniti                           | 12                 |
| U.S. Billboard Mainstream Rock Charts | 1(3 Weeks)         |
| U.S. Billboard Modern Rock Charts     | 1(2 Weeks)         |
| United Kingdom Singles Charts         | 1                  |

## Altre versioni
Nel 2024 il cantautore ha pubblicato, con la collaborazione del rapper Quavo, un rifacimento della canzone in chiave trap intitolato Fly.